# San Juan (Ilocos Sur)
San Juan, antiguamente denominada Lapog es un municipio de cuarta categoría situado en la provincia de Ilocos Sur en Filipinas. Según el censo de 2000, tiene una población de 23.146 habitantes en 4.866 hogares.

## Barangays
San Juan tiene 32 barangays.
| - Bacsil - Baliw - Bannuar (Pob.) - Barbar - Cabanglotan - Cacandongan - Camanggaan - Camindoroan - Caronoan - Darao - Dardarat | - Guimod Norte - Guimod Sur - Immayos Norte - Immayos Sur - Labnig - Lapting - Lira (Pob.) - Malamin - Muraya - Nagsabaran - Nagsupotan | - Pandayan (Pob.) - Refaro - Resurrección (Pob.) - Sabangan - San Isidro - Saoang - Solotsolot - Sunggiam - Surngit - Asilang |